# Walther Prokop
Walther Prokop (* 1. Dezember 1946 in Rosenheim) ist ein deutscher Komponist.

## Leben
Walther Prokop ist der Sohn des Malers und Grafikers Karl Prokop.
Walther Prokop studierte Schulmusik und Komposition bei Franz Xaver Lehner und Wilhelm Killmayer an der Münchner Musikhochschule. Er war Musiklehrer am Gymnasium in Gars am Inn und leitete dort den Schulchor. Prokop ist seit 2011 im Ruhestand.
Von 1986 bis 2004 bereicherte er als Vorsitzender des Tonkünstlerverbandes Südostbayern das Konzertleben in Rosenheim. Er erhielt 1981 den Förderpreis der Stadt Rosenheim.
Aus seinen autodidaktisch verarbeiteten musikalischen sowie literarischen Eindrücken entwickelte Walther Prokop eine traditionelle Tonsprache. Seine oft von konkreten Gelegenheiten angeregten Kompositionen sind durch ihre Klangfarbe und Melodik französischen Vorbildern verpflichtet. Prokops literarisches Interesse findet in einer zunehmenden Konzentration auf Lied-Kompositionen Niederschlag.

## Werke

### Lieder
- Sommerfrische – Lieder nach Gedichten von Joachim Ringelnatz (gemischtes Vokalquartett, 2011)
- Der Esel ist ein dummes Tier –  Zweizeiler in Noten nach dem naturkundlichen Alphabet von Wilhelm Busch (gemischtes Vokalquartett, 2006)
- Lob des Weines – sieben Gedichte von Georg Britting (Mezzosopran oder Bariton und Klavier, 2005)
- Peregrina – fünf Lieder nach Gedichten von Eduard Mörike (Bariton und Klavier, 2003)
- Suleika – zwölf Lieder aus dem „West-Östlichen Divan“ von Johann Wolfgang von Goethe (Bariton und Mezzosopran, 2002)
- Gesänge eines Vergessenen – vier Lieder nach Gedichten von Theodor Kramer (Bariton und Klavier, 2001)
- Diptychon nach Texten von Salvatore Quasimodo und Federico García Lorca (Sopran solo, 1988)
- Lieder der Liebe – nach Gedichten von Odysseas Elytis (Bariton und Klavier, 1984)
- Fünf Chansons nach Texten von Jacques Prévert (Tenor und Klavier, 1979)
- Vier Gesänge nach Gedichten von García Lorca (Sopran, Flöte, Viola, Cello und Schlagzeug, 1975)
- Memento – vier Lieder nach Lorca, Nicolás Guillén und Giorgos Seferis (Alt und Klavier, 1972)
- Zwei irische Folksongs nach Gedichten von William Butler Yeats (Gesang und Klavier, 1971)
- Ave Maria für Tenor (oder Sopran) und Orgel (2021)

### Chormusik
- Missa Unisono (für vierstimmig gemischten Chor, 2004)
- Missa Minima (für drei gleiche Stimmen, 2003)
- O Venus in den Himmeln – sechs Sonette der Louise Labé (für dreistimmigen Frauenchor, 2002)
- Das Jahr – nach Gedichten von Josef Weinheber (für vierstimmig gemischten Chor, 1995)
- Schön bist du meine Freundin – für vierstimmig gemischten Chor aus dem Hohelied (1991)
- Missa piccola (für drei gleiche Stimmen, 1987)
- Missa in laetitia (für dreistimmigen Frauen- oder Knabenchor, 1985; Fassung für vierstimmig gemischten Chor, 1985)
- Der Esel ist ein dummes Tier – ein Dutzend Verse aus Wilhelm Buschs „Naturgeschichtlichem Alphabet“ (für drei gleiche Stimmen, 1985)
- Vier marianische Antiphonen (für gemischten Chor, 1985)
- Zwei Motetten (Ave Maria, Pater noster) für dreistimmigen gemischten Chor (1983)
- Missa magno cum gaudeo (für ein- oder zweistimmigen Chor, Orgel und Instrumente ad lib, 1979)
- Acht gemischte Chöre nach chinesischen Gedichten (1964)

### Kammermusik
- Fällt er in den Graben (Klavier zu vier Händen, 1976/2002)
- Quasi una comedia – für Solo-Flöte und Streicher (1996)
- Solo für Dalí für Klarinette (1990)
- Adieu, Germaine Tailleferre! für Klavier solo (1985)
- Pas de deux für zwei Hörner (1985)
- memories für Klarinette solo (1984)
- Vier elisabethanische Miniaturen für Orchester (1983)
- Divertimento für Flöte, Oboe und Fagott (1981)
- Kleiner Harlekin – Drei Stories für Klavier zu vier Händen: Kleiner Harlekin – Die Seele der Prinzessin, Attention please, Miss Marple (1979/81); Orchesterfassung 1985/86
- Pastourelles – Miniaturen für Violine und Cello (1978)
- Laudes für Klavier solo (1977)
- Sonate für Flöte und Klavier „Hommage aux Six“ (1976)
- Concertino für Holzbläser, Klavier, Schlagzeug und Streicher (1976)
- Trios für Violine, Cello und Klavier (1971)
- Falter aus Licht: Sechs lyrische Momente für Streichquartett (2021)

### Aufsätze
- Prokop, Walther: „Die Kammer- und Orchestermusik Franz X. Lehners“ in Suder (Hrsg.): Franz Xaver Lehner (=Komponisten in Bayern, Bd. 14), ISBN 3-7952-0556-5
- Beitrag in Saxer, Marion: „Anfänge“ (Wolke Verlagsges., 2002), ISBN 3-9360-0008-5